# Tate Peak
Der Tate Peak ist ein 1885 m hoher und spitzer Berg in der antarktischen Ross Dependency. In der Van Allen Range ragt er 3 km östlich des Escalade Peak an der Südseite des Skelton-Firnfelds auf.
Das Advisory Committee on Antarctic Names benannte ihn 1964 nach Leutnant T. N. Tate von der United States Navy, der 1963 für die Öffentlichkeitsarbeit auf der McMurdo-Station zuständig war.